# تپه هوله ۱۰۹ - k
تپه هوله ۱۰۹ - k مربوط به دوره اشکانیان است و در شهرستان کنگاور، منطقه کوهستانی سراب بابا علی واقع شده و این اثر در تاریخ ۱۰ دی ۱۳۸۱ با شمارهٔ ثبت ۶۶۴۶ به‌عنوان یکی از آثار ملی ایران به ثبت رسیده است.